# 우달란현

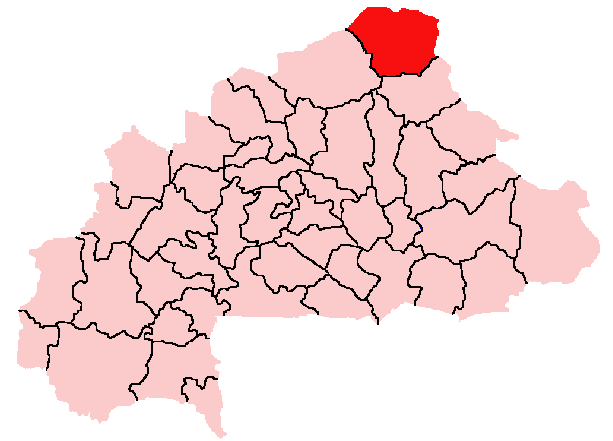
우달란현의 위치

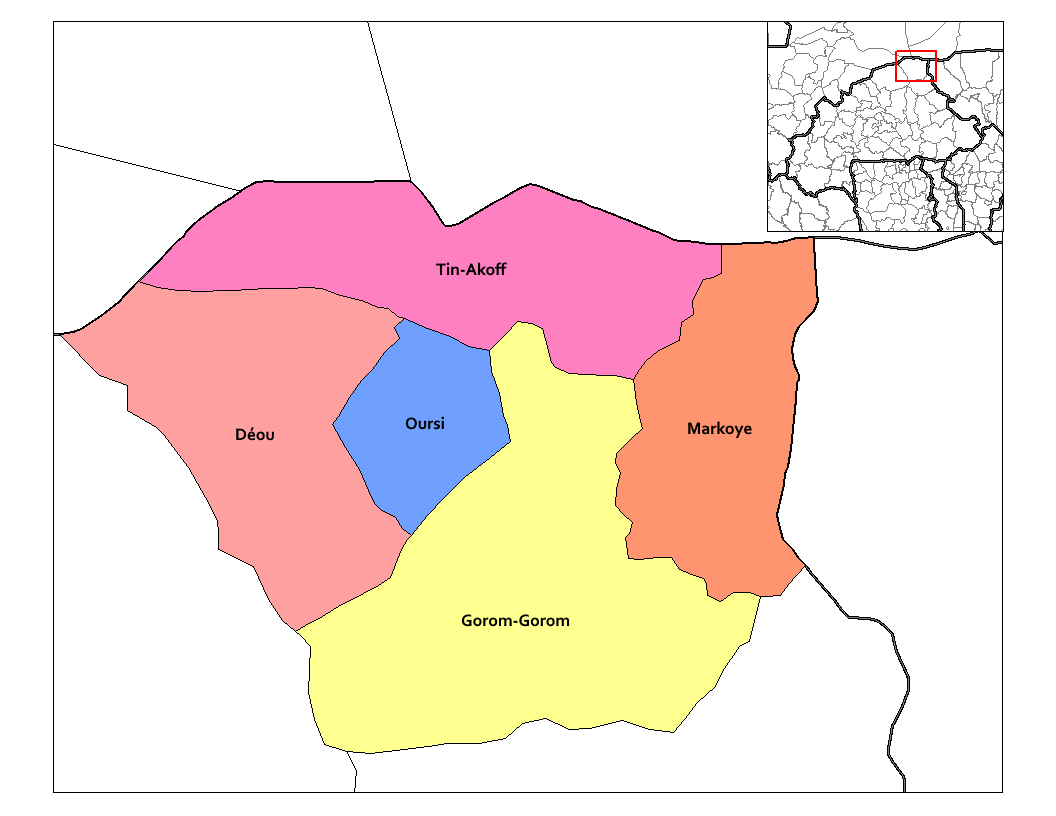
우달란현의 행정 구역

우달란현(프랑스어: Oudalan)은 부르키나파소 사엘주에 위치한 현으로, 현도는 고롬고롬이며 면적은 9,797km2, 인구는 197,240명(2006년 기준)이다. 5개 군(데우군, 고롬고롬군, 마르코예군, 우르시군, 탱아코프군)을 관할한다.

## 같이 보기
- 부르키나파소의 주
- 부르키나파소의 현